# Piazzetta Piero Calamandrei
La piazzetta Piero Calamandrei è un piccolo slargo del centro storico di Firenze, tra borgo degli Albizi e via delle Seggiole.

## Storia e descrizione
Lo slargo era nato come spazio antistante la loggia degli Albizi, utile soprattutto per le manovre di cavalli e carrozze dei palazzi lungo borgo degli Albizi. Anticamente si chiamava infatti via della Loggia degli Albizi, fino a via de' Pandolfini, e dal 1911 circa divenne un tratto di via delle Seggiole. 
La nuova intitolazione, dedicata al giurista e politico Piero Calamandrei, morto nel 1956, fu decisa con delibera comunale del 4 marzo 1963. Come avvenuto in Largo Bargellini, pure ridedicata in tempi moderni, la numerazione stradale è stata rifatta alla maniera delle piazze (da un'estremita in senso orario, guardando la pianta) e senza tenere conto della complicata numerazione rossa e nera fiorentina, rispettivamente assegnata in tutte le altre vie del centro per gli ingressi commerciali o residenziali. 
Il lato nord tuttavia ha mantenuto la numerazione originale di borgo degli Albizi. 

### Edifici
| Immagine | N° | Nome                | Descrizione |
| -------- | -- | ------------------- | --- |
|          | 1  | Loggia degli Albizi | L'edificio, basso e dal disegno attuale decisamente modesto, nasce sull'antica loggia degli Albizi, come ricordato da una targa che si legge sul lato che guarda la piazzetta. Sullo stesso fianco è un decreto dei Capitani di Parte datato 1733, già trascritto da Francesco Bigazzi, che proibisce di "far brutture in questa piazza". Nonostante il suo attuale scarso rilievo, in funzione di tali memorie, l'edificio è stato sottoposto nel 1962 a vincolo architettonico. |
|          | 2  | Palazzetto          | Affacciato su via delle Seggiole 65r, è ricordato nel repertorio Bargellini-Guarnieri come "un palazzetto ben tenuto dagli attuali proprietari". A questo edificio dovevano appartenere le antiche rimesse lungo via delle Seggiole, individuabili nell'arco ribassato con cornice in pietra che dà accesso anche a un piccolo cortile murato. Vi si trova un tabernacolo datato 1747.                                                                                            |

Sul lato nord, che tecnicamente fa parte di borgo degli Albizi, si allineano il palazzo, la torre e la casa degli Albizi.

### Lapidi
Pur nel piccolo spazio della piazzetta, vi sono collocate due lapidi, oltre a quella del tabernacolo.
La prima, presso la cantonata con borgo Albizi sull'edificio della ex-loggia degli Albizi, è stata messa dai Capitani di Parte (eredi dei Signori Otto) con decreto del 20 aprile 1733 per garantire il decoro della piazza:
| GL'ILLMI SSRI CAPITANI DI PARTE DELLA CITTÀ DI FIRENZE PER LORO DECRETO DEL DI 20 APLE 1733 PROIBIRONO IL NON POTER FAR BRVTTVRE IN QVESTA PIAZZA SOTTO PENA DELLA CATTVRA ET ARBITRIO RIGOROSO DEL MAGISTRATO LORO |

Il decreto non sembra particolarmente chiaro, poiché con la doppia negazione sembra sia proibito "non sporcare". 
La seconda lapide si trova sotto una che sembra una normale targa del nome dello slargo, e chiarisce le condizioni di parcheggio delle carrozze nella piazza:
| L O G G I A DEGLI ALBIZI        |
| POSTO PER DUE VETTURE DI PIAZZA |

### Tabernacoli

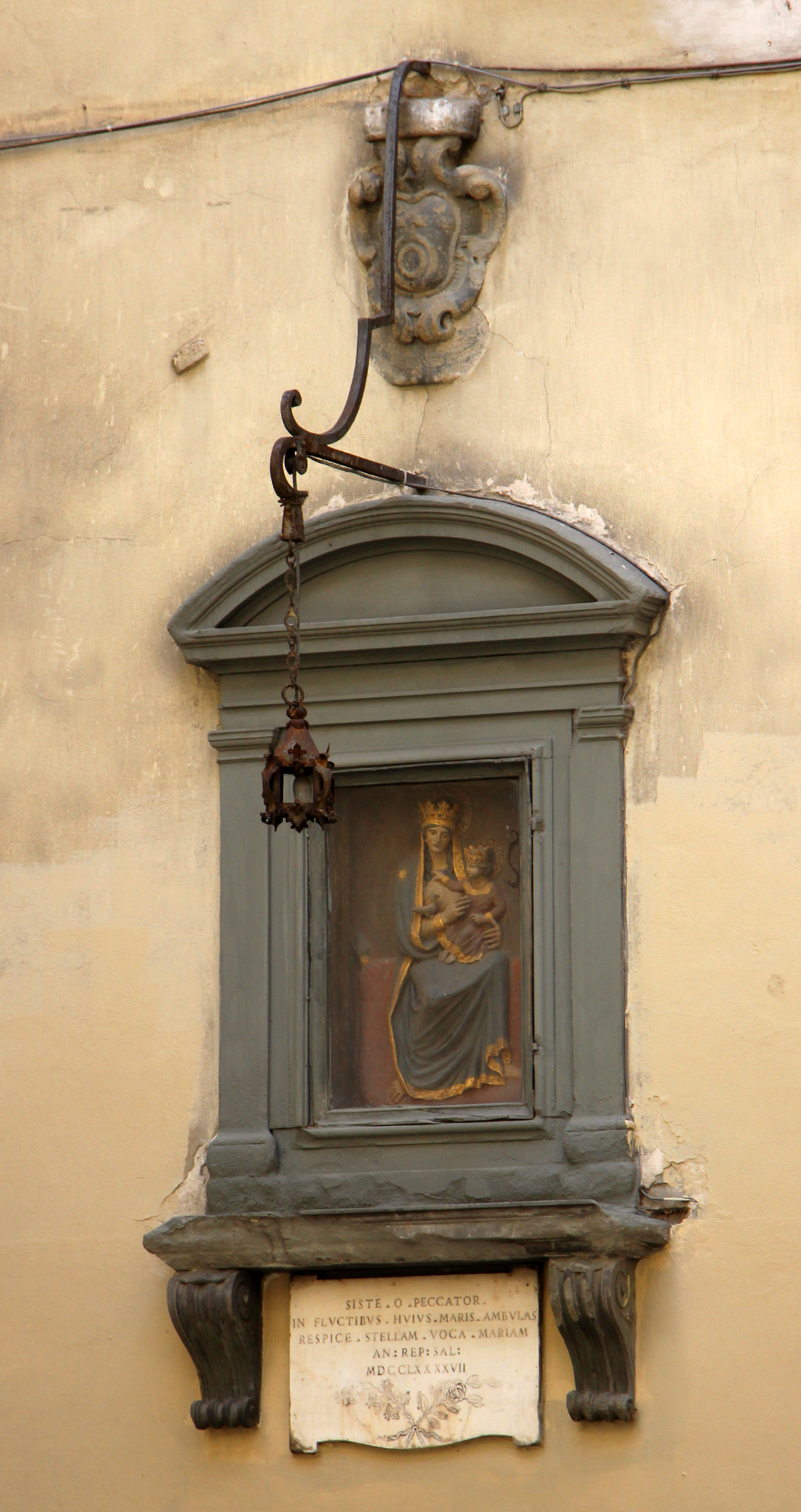
Il tabernacolo

Sopra il n. 2 si trova un tabernacolo con edicola in pietra serena, con un rileivo in stucco policromo della Madonna col Bambino nella versione della Madonna di Montenero, caratterizzata da Gesù che tocca il petto della madre e da un cardellino sul braccio destro di Maria (ma che qui assomiglia più un colombo).
All'altezza del braccio che reggeva la lanterna si trova uno stemma Albizi, con un'iscrizione scarsamente leggibile (dovrebbe contenere il nome del personaggio "degli Albizi" - unico brano chiaro - che lo fece fare e la data, forse 1693). Sotto il tabernacolo si legge una lapide di marmo con un'iscrizione devozionale e due fiori coi gambi legati e incrociati in decusse, un giglio e una rosa, tipici fiori mariani:
| SISTE . O .PECCATOR. IN FLVCTIBVS . HVIVS . MARIS . AMBVLAS RESPICE . STELLAM . VOCA . MARIAM AN : REP: SAL: MDCCLXXXXVII |

Traduzione: «Fermati, o peccatore. Tu procedi tra i flutti di questo mare, guarda la stella, invoca Maria; anno della recuperata Salvezza 1797». La presenza di parole come "flutti" e "mare" sono usate in senso metaforico, ma sono anche tipiche della devozione dei naviganti alla Madonna labronica.